# Riedelomyia papuensis
Riedelomyia papuensis is een tweevleugelige uit de familie steltmuggen (Limoniidae). De soort komt voor in het Australaziatisch gebied.